# Schafberg-Lochenstein
Das Gebiet Schafberg-Lochenstein ist ein vom Regierungspräsidium Tübingen am 20. November 1987 durch Verordnung ausgewiesenes Naturschutzgebiet und gleichzeitig ein am 4. März 2004 von der Forstdirektion Tübingen ausgewiesener Schonwald auf dem Gebiet der Gemeinde Hausen am Tann und der Stadt Balingen im Zollernalbkreis.

## Lage
Das Naturschutzgebiet Schafberg-Lochenstein liegt etwa einen Kilometer nördlich der Ortslage von Hausen am Tann und sechs Kilometer südlich der Stadt Balingen. Es gehört zum Naturraum Hohe Schwabenalb. Das Schutzgebiet umfasst die Gipfel, Hochflächen und Hänge von Schafberg, Wenzelstein und Lochenstein. Fast deckungsgleich ist ein Waldschutzgebiet gleichen Namens.
Das Naturschutzgebiet ist Bestandteil des FFH-Gebiets Östlicher Großer Heuberg und des Vogelschutzgebiets Südwestalb und Oberes Donautal. Es ist vollständig vom Landschaftsschutzgebiet Großer Heuberg umgeben.

## Schutzzweck
Der wesentliche Schutzzweck ist laut Naturschutzgebietsverordnung „den Lochenstein, Schafberg und den Wenzelstein in ihrem naturnahen Zustand zu erhalten und zu pflegen.“
Der Schutzzweck des Schonwalds ist zudem „die Erhaltung und Pflege der standortstypischen und naturnahen Laub-Nadel-Mischwälder im Buchen-Tannengebiet der Traufzone der Zollern- und Heubergalb mit der für die Stufenrandzone der Südwestalb charakteristischen Abfolge der Waldgesellschaften (Hangbuchen-, Berg- und Schluchtwälder mit reichem Baumartenspektrum aus Buche, Esche, Ahorn, Tanne / Fichte, Linde, Ulme und Eibe sowie örtlich Steppenheidewälder mit Eiche, Elsbeere und Mehlbeere oder auch Übergänge in Wacholderheiden); Habitatsicherung für die in den jeweiligen Mischwäldern typischen und seltenen Arten von Flora und Fauna.“

## Landschaftscharakter
Der Schafberg, der Wenzelstein und die Lochen sind dem Albtrauf vorgelagerte Zeugenberge. Ihre Hänge sind größtenteils bewaldet, auf den Hochflächen befinden sich zumeist Magerrasen und Wacholderheiden. An den Hängen finden sich beeindruckende Felspartien.

## Flora und Fauna
Nennenswerte Arten im Gebiet sind der Alpen-Steinquendel und der Blassgelbe Klee.